# Cygnus melancoryphus
Il cigno dal collo nero o cigno collonero (Cygnus melancoryphus, Molina 1782) è un uccello acquatico, della famiglia Anatidae.

## Distribuzione e habitat
Vive nelle estreme e fredde regioni meridionali del Sud America, dal Paraguay e dal sud del Brasile fino alle Falkland, alla Patagonia ed alla Terra del Fuoco.

## Descrizione
Simile agli altri cigni, ma presenta il corpo interamente bianco con testa e collo neri. È un bellissimo uccello facilmente addomesticabile.

## Comportamento

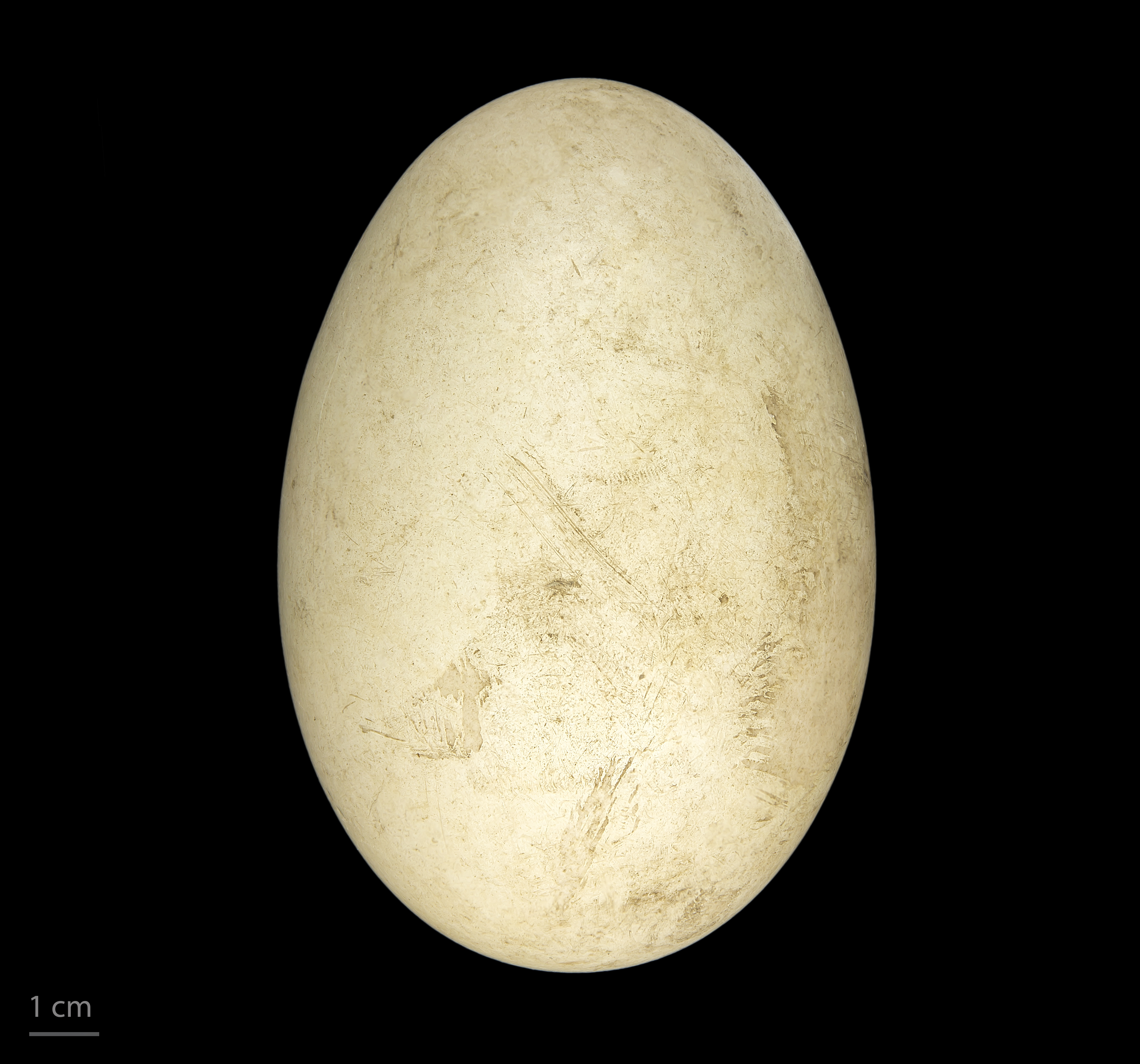
Cygnus melancoryphus

Vive in colonie anche di una decina d'esemplari.

## Riproduzione
Simile a quella degli altri cigni. Gli adulti sono genitori amorevoli che prendono volentieri sul loro dorso i piccoli quando sono affaticati, offrendogli riposo e calore con il folto piumaggio.

## Alimentazione
Onnivoro. Si vedano anche le informazioni al riguardo per il genere Cygnus e per le varie altre specie di Cigno che ne sono parte.

## Stato di conservazione
Risente della caccia e della distruzione dell'ambiente naturale.

## Rapporti con l'uomo
Può essere riprodotto ed allevato con successo dall'uomo come uccello da giardino - ornamentale, per parchi con specchi d'acqua idonei.